# 利耶帕亚港
利耶帕亚港是拉脱维亚利耶帕亚市的一个港口。2019年经由该港口处理的货物有7,334,261.80吨，经由港口的旅客有39,987名，因此利耶帕亚港被认为是该国的第三大港口。